# Corydalis enantiophylla
Corydalis enantiophylla är en vallmoväxtart som beskrevs av M. Liden. Corydalis enantiophylla ingår i släktet nunneörter, och familjen vallmoväxter. Inga underarter finns listade i Catalogue of Life.